# Pizzo Diei
De Pizzo Diei is een 2906 meter hoge berg in de Italiaanse Alpen. De berg ligt in het noorden van de provincie Verbano-Cusio-Ossola op een korte afstand van de grens met Zwitserland.
Ten zuiden van de berg ligt het dal Val Cairasca, ten noorden hoogvlakte Alpe Veglia dat tot regionaal natuurreservaat is verklaard. De Pizzo Diei staat bekend om zijn schitterende uitzicht. Bij helder weer heeft men zicht op de Monte Rosa en de nabije Monte Leone.
De gemakkelijkste route naar de top begint op de Alpe Ciamporino die met een stoeltjeslift te bereiken is. Vanaf hier kan de top van de Pizzo Diei via de Colle di Ciamporina in drie en half uur bereikt worden.
De dichtstbijzijnde berghut van de Pizzo Diei is het kleine Rifugio Giovanni Leoni. Het ligt op 2803 meter hoogte vlak bij de top van de Monte Cristella die iets oostelijker ligt. De hut is al sinds 12 augustus 1901 in gebruik.